# Hotel Habana Libre

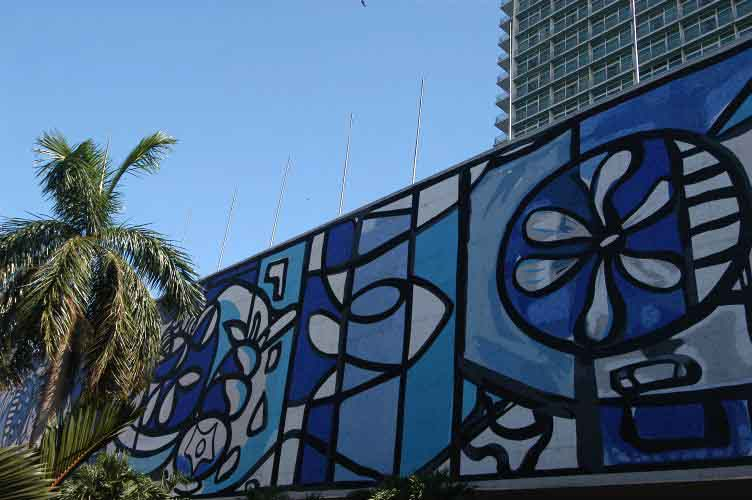
Tegelmozaïek van Amelia Peláez

Hotel Habana Libre is een hotel in de wijk Vedado, onderdeel van Havana, de hoofdstad van Cuba dat enkele maanden voor de intocht van Fidel Castro was voltooid. Het bevat 572 kamers verdeeld over 25 verdiepingen. In 1959 was het hotel het hoofdtoneel van de Cubaanse Revolutie.

## Geschiedenis
In de jaren 1950 werd Havana overspoeld door een nieuwe bouwgolf. De zwarte crisisjaren waren voorbij en Cuba lag op de kaart van het ontluikend massatoerisme uit de Verenigde Staten. De schermutselingen na de Revolte van 1933 waren tot rust gekomen en de nieuw president, Fulgencio Batista trok beleggers aan door gunstige economische voorwaarden in te voeren en zijn kop in het zand steken als de herkomst van het geld minder koosjer was.
Het bouwwerk werd gefinancierd door Caja de Retiro y Asistencia Social de los Trabajadores Gastronomicos en enkele Cubaanse banken. Voor de start was overeengekomen dat de Hilton keten het hotel zou gaan uitbaten. Zij kreeg dan ook inspraak in het ontwerp.
In aanwezigheid van de grote baas, Conrad Hilton, werd het hotel in maart 1958 feestelijk geopend. Talrijke bekende Amerikaanse zangers werden ingevlogen en traden op op het feest dat vijf dagen duurde.
Dit voor de tijd hypermodern hotel richtte zich op de Amerikaanse toeristen die steeds vaker het eiland in de Caraïben als bestemming kozen.
Onder leiding van Che Guevara verslaan de Cubaanse revolutionairen de troepen van Batista in Santa Clara, tijdens de laatste dagen van december 1958. Che trekt daarop met Camilo Cienfuegos op 3 januari 1959 Havana binnen, een paar dagen nadat Batista het land is ontvlucht. Wanneer op 8 januari ook Fidel Castro hen vervoegt, nemen ze een hele verdieping in van de Havana Hilton. Daar wordt een revolutionair hoofdkwartier ingericht.
Bekend zijn de foto's van de revolutionairen, zie zich Barbudos lieten noemen, die zich ophouden in de lobby en de patio van het hotel. Belangwekkender zijn wellicht de foto's van de eerste vergaderingen van de Revolutionaire Raad, die doorgingen in een suite van het Habana Hilton, waar Castro zijn hoofdkwartier had gekozen. Het hotel werd herdoopt tot Hotel Habana Libre.
Een van de gevels van het hotel is versierd met een 250 m2 grote mozaïek van Amelia Peláez: Cubaans fruit. In het hotel is nog een mozaïek te bewonderen van Alfredo Sosa Bravo, Carro de la Revolución.

## Galerij

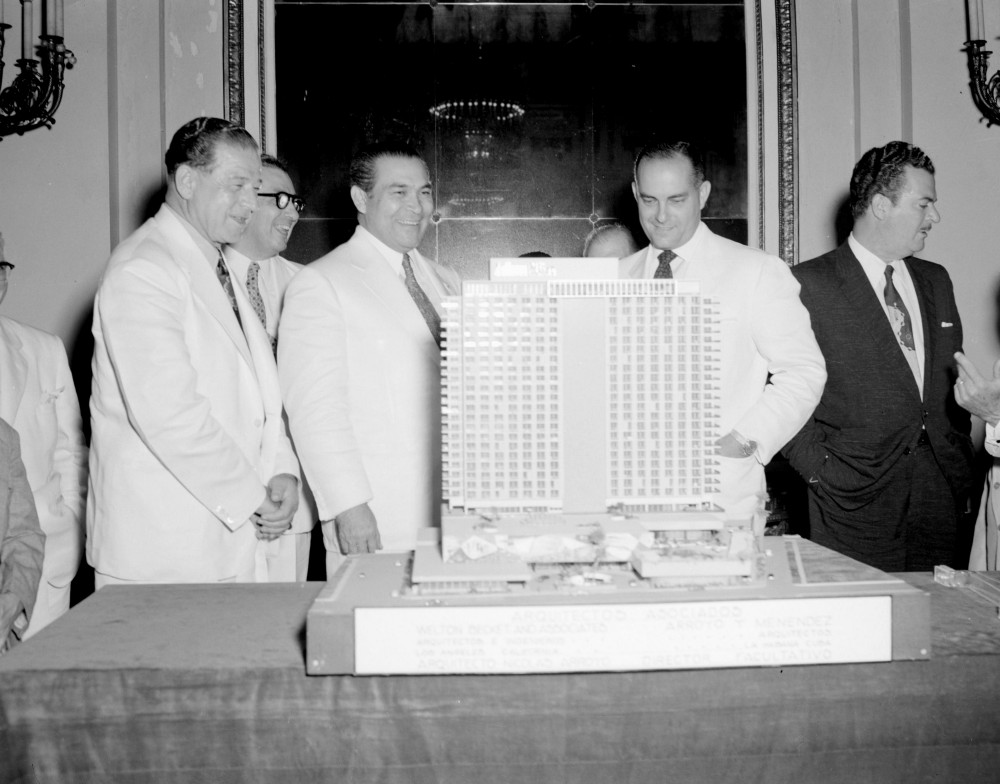
projectvoorstelling, Fulgencio Batista en Conrad Hilton (1956)
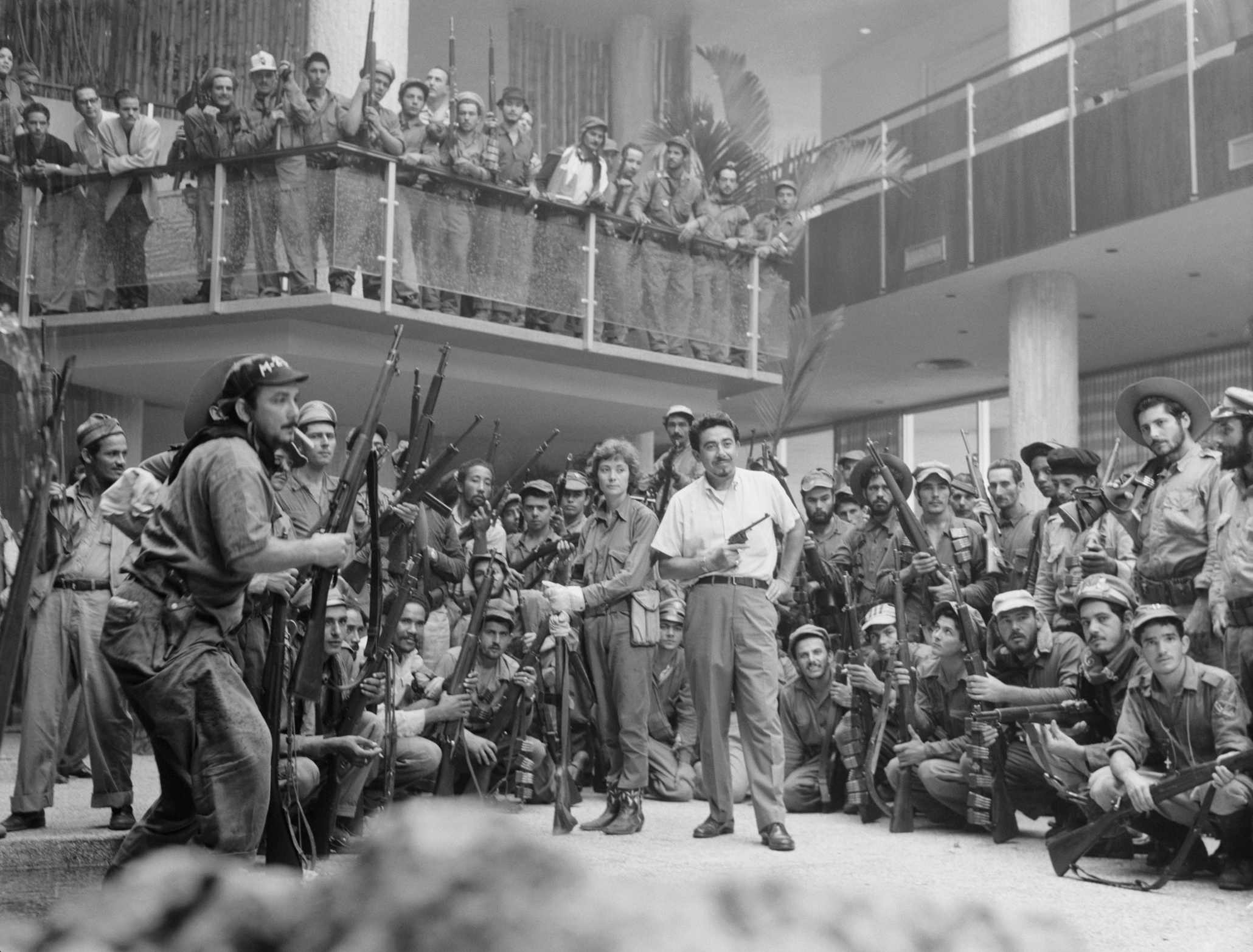
'Barbudos' in hotel Habana Libre (januari 1959)
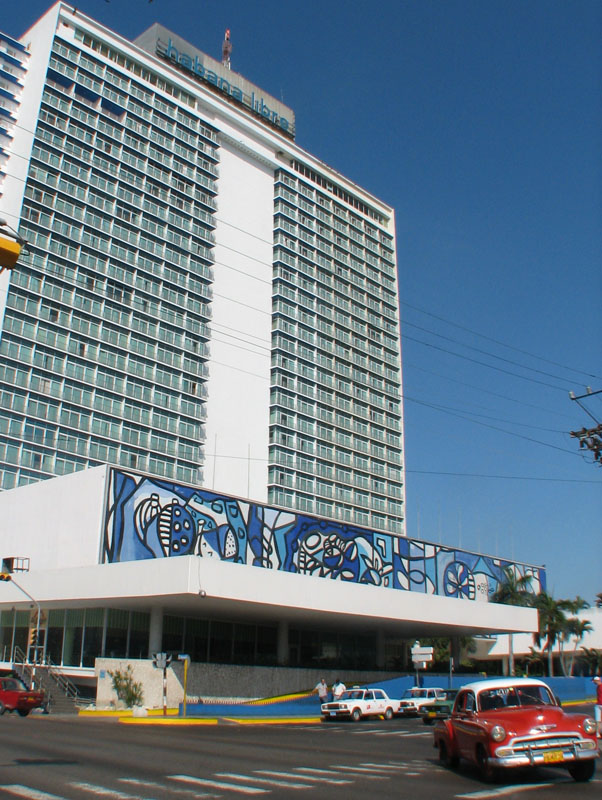
beeld vanaf 'la Rampa en L'